# Juicy J
Pour les articles homonymes, voir Juicy (homonymie).
Juicy J, de son vrai nom Jordan Michael Houston, né le 5 avril 1975 à Memphis dans le Tennessee, est un rappeur, compositeur et producteur américain. Il est un des membres fondateurs du groupe de hip-hop Three 6 Mafia créé en 1991. En 2002, il publie son premier album solo, Chronicles of the Juice Man. En 2011, Juicy J annonce la cofondation et la codirection du label Taylor Gang Entertainment de Wiz Khalifa, et signe la même année, un contrat avec Columbia Records et Kemosabe Records dirigé par Dr. Luke. Juicy J publie Stay Trippy, son troisième album solo, le 27 août 2013. Il est le frère cadet du rappeur Project Pat. Il a surtout été reconnu grâce à Katy Perry, l'invitant à faire un feat avec lui. Une musique qui atteindra les 3 milliards de vues.

## Biographie

### Carrière avec Three 6 Mafia (1991–2009)
En 1991, Juicy J devient cofondateur du groupe de hip-hop Three 6 Mafia. Avec DJ Paul et Lord Infamous, ses compagnons rappeurs Crunchy Black, Gangsta Boo et Koopsta Knicca se joignent plus tard au groupe. Aux côtés de DJ Paul, Juicy J lance Prophet Entertainment. En 1994, ils laissent le label à leur partenaire Nick « Scarfo » Jackson, et lancent Hypnotize Minds. En 1995, le groupe publie son premier album officiel, Mystic Stylez. Depuis, le groupe compte huit albums en 2015. Juicy J est également comme le seul véritable artiste participant au titre Slob on My Knob des Three 6 Mafia. Le 2 juillet 2002, il publie son premier album solo Chronicles of the Juice Man, au label North North Records. En 2006, Juicy J, remporte, aux côtés de DJ Paul et Frayser Boy, un Oscar de la meilleure chanson originale pour le titre It's Hard out Here for a Pimp. Le 16 juin 2009, son deuxième album, Hustle Till I Die, est publié aux labels Hypnotize Minds et Select-O-Hits.

### Taylor Gang,Stay TrippyetThe Hustle Continues(depuis 2010)
Entre 2009 et 2011, Juicy J quitte les Three 6 Mafia pour se consacrer à sa carrière solo. À cette période, il collabore fréquemment avec le rappeur Wiz Khalifa, participant à ses mixtapes et à des chansons comme Blue Dream and Lean. En décembre 2011, Juicy J confirme les rumeurs qui circulent à propos de son arrivée en tant qu'A&R au label Taylor Gang Records de Wiz Khalifa. En 2012, il participe, avec ses collègues de Taylor Gang, à la couverture du magazine The Source en mai. En 2012, il publie aussi le premier single de son nouvel album Stay Trippy, intitulé Bandz a Make Her Dance, qui fait participer 2 Chainz et Lil Wayne. La chanson est composée dans un appartement deux pièces de Washington, D.C. et produite par Mike Will Made It. Elle atteint la 29e place du Billboard Hot 100.
En septembre 2012, Juicy J signe un contrat de distribution avec Columbia Records et Kemosabe Records dirigé par Dr. Luke,. En novembre 2012, Juicy J annonce son troisième album, Stay Trippy, pour 2013. Il exprime son envie de travailler aux côtés de Nas, Dr. Dre et Jay-Z sur cet album. Il annonce plus tard faire participer Wiz Khalifa, The Weeknd, Lil Wayne, 2 Chainz, Nicki Minaj, Chris Brown, Project Pat, Young Jeezy, Yelawolf et Big Sean. Juicy J révèle également que l'album sera produit par Lex Luger, Sonny Digital, Mike Will Made It, Dr. Luke, et Crazy Mike,,,,,.
Le 20 janvier 2013, Juicy J annonce sa participation au festival Paid Dues du 30 mars 2013. Le 25 janvier 2013, il publie la chanson Show Out en featuring avec Big Sean et Young Jeezy, comme second single de Stay Trippy. En juin 2013, le troisième single de l'album, Bounce It, est publié. L'album est publié le 23 août 2013, et débute quatrième du Billboard 200, avec 64 000 exemplaires vendus la première semaine aux États-Unis. Le 10 septembre 2013, Juicy J participe à une chanson de Mike Will Made It, Miley Cyrus, et Wiz Khalifa. Juicy J participe au single Dark Horse de Katy Perry, issue de son quatrième album Prism publié en 2013.
Le 7 janvier 2014, Juicy J annonce la venue de son quatrième album solo pour 2014. Le lendemain, il annonce le titre de son album, The Hustle Continues. Le 30 janvier 2013, Juicy J annonce sa tournée Never Sober qui sera lancé le 20 février 2014. Il jouera aux côtés de Travis Scott et Project Pat. En mai 2014, Juicy J annonce un changement de titre de son album qui sera finalement intitulé Pure THC: The Hustle Continues et publié en septembre 2014. Le 7 août 2014, il publie la chanson Low en featuring avec Nicki Minaj, Lil Bibby et Young Thug. Le 14 avril 2015, il publie la chanson For Everybody en featuring avec Wiz Khalifa et R. City. Le 9 septembre 2015, Juicy J publie sa cinquième mixtape solo 100% Juice, qui atteint plus de 200 000 téléchargement sur DatPiff. En 2015, il collabore sur Drive You Crazy du rappeur cubano-américain Pitbull avec Jason Derulo.

## Style musical
Juicy J est remarquable pour son style de rap, le crunk, mis en évidence par des effets sonores en arrière-plan. Il intègre également des samples de « classiques » de la soul avec des artistes tels que Willie Hutch, David Ruffin et Isaac Hayes[réf. nécessaire].

## Discographie

### Albums studio
- 2002 : Chronicles of the Juice Man
- 2009 : Hustle Till I Die
- 2013 : Stay Trippy
- 2017 : Rubba Band Business
- 2020 : The Hustle Still Continues
- 2022 : Stoner's Night (avec Wiz Khalifa)
- 2024 : Ravenite Social Club
- 2025 : Live and in Color

### Album collaboratif
- 2016 : TGOD Mafia: Rude Awakening (avec Wiz Khalifa & TM88)

### Mixtapes
- 2009 : Play Me Some Pimpin (avec Project Pat)
- 2009 : The Realest Nigga in the Game
- 2009 : Play Me Some Pimpin 2 (avec Project Pat)
- 2009 : Cut Throat (avec Project Pat)
- 2010 : Cut Throat 2 (Dinner Thieves) (avec Project Pat)
- 2010 : Convicted Felons (avec Project Pat & Bank Mr. 912)
- 2010 : Rubba Band Business (avec Lex Luger)
- 2011 : Rubba Band Business 2 (avec Lex Luger)
- 2011 : Young Nigga Movement (avec Lex Luger & V.A.B.P.)
- 2011 : Blue Dream & Lean
- 2011 : Cocaine Mafia (avec Project Pat & French Montana)
- 2012 : Blue Dream & Lean: Reloaded
- 2015 : Blue Dream & Lean 2
- 2015 : 100% Juice
- 2015 : O's to Oscars
- 2016 : Lit in Ceylon
- 2016 : #MustBeNice
- 2017 : Gas Face
- 2017 : Highly Intoxicated
- 2018 : #shutdafukup
- 2020 : Money Bank (avec Splash Drexler)
- 2022 : Space Age Pimpin' (avec Pi'erre Bourne)
- 2022 : Crypto Business (avec Lex Luger & Trap-A-Holics)
- 2023 : Mental Trillness
- 2024 : Mental Trillness 2
- 2024 : Memphis Zoo (avec Xavier Wulf)